# Битва при Перських воротах
Битва при Перських воротах — бій між перською армією, якою командував сатрап Персиди Аріобарзан, і греко-македонською армією, що вторглася, під командуванням Александра Македонського. Взимку 330 року до н. е.
Аріобарзан провів з перськими військами останній бій у меншості в Перських воротах поблизу Персеполя, на місяць затримавши македонську армію. Зрештою Александр знайшов шлях у тил персів від захоплених військовополонених або місцевого пастуха, розгромивши персів і захопивши Персеполь.

## Передісторія
Держава Ахеменідів зазнала ряду поразок проти македонських військ при Граніку (334 рік до н. е.), при Іссі (333 рік до н. е.) та Гавгамелах (331 рік до н. е.) Александр досяг Вавилона і Суз. Царська дорога, що з'єднувала Сузи (першу перську столицю в Еламі) з східнішою столицею Персеполем і Пасаргадами в Персиді, була обрана Александром для продовження походу. Тим часом цар Дарій III збирав нову армію в Екбатанах (захід провінції Хамадан у сучасному Ірані). Аріобарзану доручили стримувати просування македонян у Персиду, і для цього він значною мірою спирався на землі, якими Александру треба було пройти. Там було кілька можливих маршрутів через гори Загрос, всі з яких були більш небезпечними взимку.
Після завоювання Суз Александр поділив македонську армію на дві частини. Полководець Александра, Парменіон, пішов з однією половиною по Царській дорозі, а Александр рушив у Персиду. Для того, щоб потрапити до Персиди, необхідно перетнути Перські ворота, вузький гірський перевал, в якому легко можна влаштувати засідку.
Під час свого походу Александр підкорив очолюваних родичем перського царського дому Мадатом уксіїв, місцеві гірські племена, які зажадали данину від нього, як вони отримували від перських царів для безпечного проходу. Коли він вступив до Перських воріт, він не зустрів опору. Вважаючи, що у нього на шляху більше не буде військ противника, Александр знехтував розвідкою, і, таким чином, потрапив у засідку Аріобарзана.
Долина перед Перською брамою називається Танг-е Мейран, спочатку дуже широка, що дозволило македонській армії пройти гори на швидкому марші. Аріобарзан зайняв позицію неподалік сучасного села Чешмех Ченар. Дорога згинається на південний схід (обличчям до сонця, що сходить) і звужується значно в цій точці, що робить місцевість особливо небезпечною (і, отже, добре підходить для цілей Аріобарзана). На думку історика Арріана, Аріобарзан мав 40 тис. піхотинців і 700 кавалеристів, яким протистояли греко-македонські війська чисельністю понад 10 тис. осіб. Однак деякі сучасні історики стверджують, що ці цифри чисельності ахеменідських військ сильно перебільшені та неправдоподібні. Енциклопедія Іраніка передбачає кількість захисників лише у 700 (або не більше 2 тис.) людей, ґрунтуючись на максимальній кількості військ, які, швидше за все, були в розпорядженні Аріобарзана, але багато сучасних істориків повторюють дані Арріана, Курція та Діодора беззастережно.

## Битва
Перські ворота були всього пару метрів шириною в місці засідки. Після того, як македонська армія просунулась досить у вузький прохід, перси скинули на них валуни з північних схилів. З південного схилу почали стріляти перські лучники. Війська Александра стали зазнавати важких втрат, втрачаючи цілі підрозділи. Македоняни спробували відступити, але місцевість та їх ар'єргард, що висунувся, унеможливили організований відступ. Александр був змушений залишити загиблих солдатів, щоб врятувати решту своєї армії, проте для греків і македонян залишення полеглих було великою безчестю.
Аріобарзан мав підстави вважати, що успіх може змінити хід війни. Запобігання проходу армії Александра через Перські ворота змусило б македонців використовувати інші маршрути для вторгнення в Персію, що дало б Дарію більше часу на збір нової армії для протистояння македонянам.
Аріобарзан утримував перевал протягом місяця, але потім Александру вдалося обійти персів, відправивши загін на чолі з Філотою, і прорвати оборону персів. Александр та його відбірна піхота зненацька напали на військо Аріобарзану зверху. Дані джерел про це не дуже відрізняються: Курцій і Арріан писали, що військовополонені провели Александра через гори в тил персів, тоді як основні сили залишилися в македонському таборі під командуванням Кратера.
Аріобарзан та його вцілілі воїни опинилися у пастці, але замість того, щоб здатися, вони атакували македонян у лоб. Ютаб, сестра Аріобарзана, боролася разом із своїм братом. Один автор заявляє, що Аріобарзан був убитий в останній смузі, проте Арріан повідомляє, що він втік на північ, де зрештою здався Александру зі своїми супутниками. Сучасний історик John Prevas стверджує, що Аріобарзан та його війська відступили до Персеполя, де вони знайшли міські ворота закритими Тірідатом, перським вельможею та охоронцем царської скарбниці за Дарія III, який підтримував таємний контакт з Александром Македонським. Тірідат вважав опір військам Александра марним, і тому дозволив Александру вбити Аріобарзана та його війська прямо за стінами міста, а не воювати. Це узгоджується з розповіддю Курція, який стверджує, що перські війська, завдавши та зазнавши значних втрат у наступній битві, прорвали македонські сили та відступили до Персеполя, але їм було відмовлено у вході до столиці, після чого вони повернулися битися з військом Александра на смерть.
Деякі історики вважають битву при Перській брамі найсерйознішим викликом Александру під час завоювання їм Персії. Майкл Вуд назвав цю битву вирішальною, а О. Б. Босворт говорить про неї як про «повну і переконливу перемогу Александра».

## Наслідки
Подібність між битвою при Фермопілах і битвою при Перській брамі була визнана стародавніми і сучасними авторами. Перська брама зіграла роль «перських Фермопіл, і також, як і Фермопsли, впали». Битва при Перській брамі була своєрідним дзеркальним відображенням Фермопільської битви, коли греки в 480 році до н. е. намагалися затримати персів. Кампанія Александра заявлялася з метою помститися за перське вторгнення до Греції, і така сама ситуація вийшла і у персів. Є також свідчення, що перський пастух вивів війська Александра в тил персів, так само, як і місцеві греки показали перським військам таємний шлях повз прохід у Фермопілах.
Розгром армії Аріобарзана в Перській брамі усунув останню військову перешкоду для заняття Александром Персеполя.